# Station Pisz
Station Pisz is een spoorwegstation in de Poolse plaats Pisz.